# (35000) 1978 VN3
1978 VN3 (asteroide 35000) é um asteroide da cintura principal. Possui uma excentricidade de 0.09010560 e uma inclinação de 3.86206º.
Este asteroide foi descoberto no dia 7 de novembro de 1978 por Eleanor F. Helin e Schelte J. Bus em Palomar.